# Rathaus Wissous

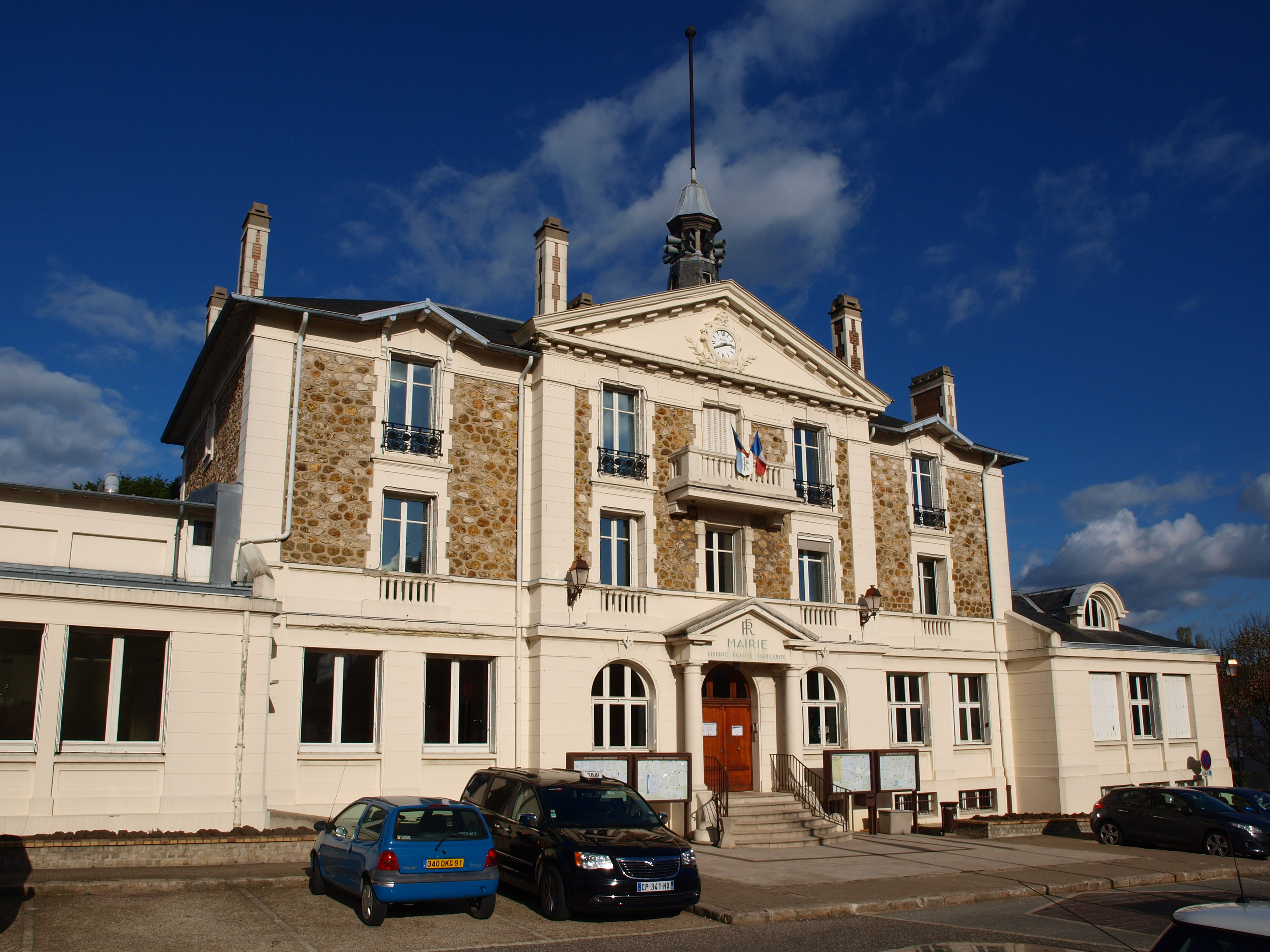
Rathaus in Wissous

Das Rathaus (französisch Mairie) in Wissous, einer französischen Gemeinde im Département Essonne in der Region Île-de-France, wurde 1935 errichtet. Das Rathaus an der Rue de la Division-Leclerc ersetzte einen Vorgängerbau, der für die immer größer werdende Gemeinde zu klein geworden war.
Das dreigeschossige Gebäude aus Bruchsteinmauerwerk besitzt einen Mittelrisaliten, der von einem Dreiecksgiebel mit Uhr abgeschlossen wird. Das von zwei Säulen gerahmte Portal, das man über eine sechsstufige Treppe erreicht,  wird ebenfalls von einem Dreiecksgiebel bekrönt. 